# Ecklinville

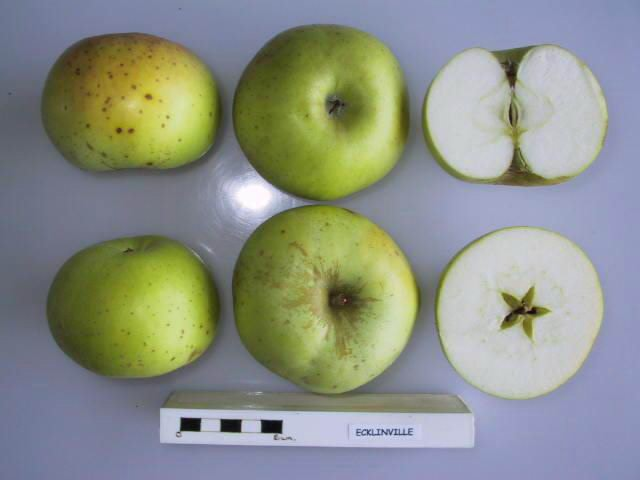

Ecklinville är en äppelsort som anses ha god motståndskraft mot sjukdomar. Ett syrligt äpple utan arom.[källa behövs] Bra för mos.[källa behövs] Äpplet är av en gröngul färg. Blomningen är rätt tidig och varar länge, och detta äpple pollineras av bland annat James Grieve, Maglemer, Oberländer och Transparente de Croncels. I Sverige odlas Ecklinville gynnsammast i zon I-III. Sorten är omnämnd i Sveriges Pomologiska förenings årsskrift år 1924. Samma år togs den in i denna förenings lista över rekommenderade äpplesorter.
Alnarps Trädgårdar började sälja sorten i Sverige år 1893.